# Kathleen Smet
Kathleen Smet (Beveren, 19 januari 1970) is een Belgisch triatlete. Ze werd bij deze discipline wereldkampioene op de lange afstand, tweemaal Europees kampioene op de olympische afstand en meervoudig Belgisch kampioene. Ook nam ze tweemaal deel aan de Olympische Spelen, maar won hierbij geen medailles.

## Biografie
Na haar studies aan de Vrije Universiteit Brussel begon De Smet in 1995 met triatlon. Sindsdien werd ze zeven keer Belgisch kampioene. Haar beste jaar was 2002; ze werd voor de tweede keer Europees kampioene en eindigde tweede bij het wereldkampioenschap lange afstand in Nice. Op de ITU-wereldranglijst behaalde ze een vierde plaats. In 2005 kwam haar grootste succes: wereldkampioene lange afstand in Fredericia, Denemarken.
Ze nam ook al tweemaal deel aan de Olympische Spelen; in 2000 in Sydney finishte ze als zestiende (2:04.05,98) en vier jaar later in Athene werd ze vierde (2:05.39,89). Op WK lange afstand in 2005 won ze een gouden medaille. Met een tijd van 6:19.06 versloeg ze met ruime voorsprong de Australische Mirinda Carfrae (zilver; 6.27.11) en de Finse Tiina Boman (brons; 6:29.53).
Smet, die in 2005 haar carrière afsloot, heeft 6 december 2005 in het Brussels Kaaitheater het Vlaams Sportjuweel 2005 ontvangen. Het Vlaams sportjuweel is een onderscheiding die wordt toegekend aan een Vlaamse sporter die in de loop van het jaar een opmerkelijke prestatie leverde of een uitzonderlijke loopbaan afsloot.
Smet is aangesloten bij TC Mol Triamo en Lommelse Triatleten ARINSO-BIK.

## Titels
- Wereldkampioene triatlon op de lange afstand - 2005
- Europees kampioene triatlon op de olympische afstand - 2000, 2002
- Belgisch kampioene triatlon - 1996, 1998, 2000, 2002, 2003, 2004, 2005
- Universitair kampioene triatlon - 1996, 1998

## Onderscheidingen
- Triatlete van het jaar - 2004
- Vlaams Sportjuweel - 2005

## Palmares

### triatlon
- 1995: 26e EK olympische afstand in Stockholm - 2:09.11
- 1996: 7e EK olympische afstand in Szombathely - 2:03.15
- 1996: 21e WK olympische afstand in Cleveland - 1:56.52
- 1998: 10e EK olympische afstand in Velden - 2:06.40
- 1998: 14e WK olympische afstand in Lausanne - 2:12.33
- 1999: 5e EK olympische afstand in Funchal - 2:03.03
- 1999: 28e WK olympische afstand in Montreal - 1:59.22
- 2000:  EK olympische afstand in Stein - 2:06.48
- 2000: 22e WK olympische afstand in Perth - 1:57.01
- 2000: 16e Olympische Spelen in Sydney - 2:04.05,98
- 2001:  EK olympische afstand in Karlovy Vary - 2:20.07
- 2001: 5e WK olympische afstand in Edmonton - 2:00.46
- 2001: DNF Ironman Hawaï
- 2002:  ITU wereldbekerwedstrijd in Lausanne
- 2002:  ITU wereldbekerwedstrijd in Corner Brook
- 2002:  EK olympische afstand in Győr - 1:59.06
- 2002:  WK lange afstand in Nice - 7:11.55
- 2002: 11e WK Olympische AFstand in Cancún - 2:03.48
- 2003:  EK olympische afstand in Karlovy Vary - 2:10.35
- 2003: 20e WK olympische afstand in Queenstown - 2:11.21
- 2004:  ITU wereldbekerwedstrijd in Corner Brook
- 2004: 10e EK olympische afstand in Valencia - 1:59.33
- 2004: 15e WK olympische afstand in Funchal - 1:55.17
- 2004: 4e Olympische Spelen in Athene - 2:05.35,89
- 2004: 17e Ironman Hawaï - 10:33.11
- 2005: 14e overall Ironman South Africa - 9:33.18
- 2005:  WK lange afstand in Fredericia - 6:19.06
- 2005: 14e Ironman Hawaï - 9:45.27